# Mi manda Picone
Pour plus de détails, voir Fiche technique et Distribution.
Mi manda Picone est un film italien réalisé par Nanni Loy, sorti en 1984.

## Synopsis
Naples. Lors d'une séance du Conseil municipal, l'ouvrier Pasquale Picone s'immole par le feu, ceci afin de protester contre Italsider qui vient de le licencier. Sa famille, trop éloignée des lieux du drame, n'a guère pu l'en empêcher. Elle ne peut pas le rejoindre non plus lorsque l'ambulance le transporte en urgence vers un centre hospitalier. Par la suite, son épouse, Lucia, ne parvient à le retrouver dans aucun établissement médical de la ville. Salvatore, un chômeur qui végète grâce à de minables expédients, intervient pour l'aider. Lucia s'aperçoit qu'il n'est pas inconnu de son mari puisqu'ils ont ensemble de nombreux comptes à régler. De son côté, Salvatore a retrouvé un agenda de Picone, dans lequel figurent noms et chiffres étranges. Attiré par Lucia et surtout par la perspective de gagner de l'argent, Salvatore suit les traces des contacts de Picone. Il découvre qu'à l'insu de sa femme, le sidérurgiste était, en réalité, impliqué dans de multiples escroqueries voire dans des activités illégales en lien avec la Camorra. Enfin, il démasque le stratagème de Picone : ses vêtements étaient couverts d'amiante et l'ont protégé des flammes. Quant à sa profession présumée, elle s'avère sans doute fausse puisqu'il n'a jamais été employé chez Italsider. Salvatore doute, dès lors, que Picone soit mort et envisage même qu'il soit le metteur en scène de sa propre disparition en vue de couvrir de nouveaux trafics illicites...

## Fiche technique
- Titre français : Mi manda Picone
- Réalisation : Nanni Loy
- Scénario : Nanni Loy et Elvio Porta
- Photographie : Claudio Cirillo
- Montage : Franco Fraticelli
- Musique : Tullio De Piscopo
- Production : Antonio Avati et  Gianni Minervini
- Pays d'origine :  Italie
- Format : Couleurs
- Genre : comédie
- Durée : 122 minutes
- Date de sortie : 
  - Italie : 12 janvier 1984

## Distribution
- Giancarlo Giannini : Salvatore Cannavacciuolo
- Lina Sastri : Luciella
- Aldo Giuffré : Cocò
- Leo Gullotta : Sguegli
- Clelia Rondinella : Teresa
- Carlo Croccolo : Barone Armato
- Gerardo Scala : Gennaro
- Marzio Honorato : Micione
- Armando Marra : Troncone
- Lunetta Savino

## Récompenses
- David di Donatello 1984 de la meilleure production (Gianni Minervini (it)), de la meilleure actrice (Lina Sastri) et du meilleur acteur (Giancarlo Giannini)
- Nastro d'argente 1984 pour la production et le scénario (Elvio Porta), pour l'actrice principale (Lina Sastri) et pour l'acteur de second plan (Leo Gullotta)